# 635 Vundtia
635 Vundtia este un asteroid din centura principală, descoperit pe 9 iunie 1907, de K. Lohnert.